# Ірена Коваль
Ірена Коваль (19 січня 1947, Ландсгут) — драматург, літературознавець, журналіст.

## З біографії
Народилася 19 січня 1947 року у Ландсгуті (Німеччина). У 1948 році з батьками виїхала до США. Спочатку мешкала у Нью-Йорку, потім у Гартфорді. Здобула ступінь магістра з літератури в університеті Коннектикат (1969), потім у Сорбоні диплом із французької культури і мови. Викладала американську літературу в середніх школах і коледжі. Почала друкуватися з 1981 році у періодиці Бостону. З 1994 року працює журналістом на БІ-БІ-СІ, мешкала у Києві від 1994-2005..

## Творчість
Автор драматичних творів «Поганські святі» (англ. та укр. перейменована "Лев і Левиця"), «Фантазія про чоловічу силу» (1999), «Маринований Аристократ» — вистава йде у київському Молодому театрі,тринадцять років в репертуарі. Вистава "Лев і Левиця грала спершу у Київському Молодому Театрі а тоді в Національному Театрі імю Івана Франка. Головну ролю Лева Толстого грав Богдан Ступка а його жінку Соню грала Поліна Лазова.
Написала новелу "The Barefoot Ballerina" яка була перекладена Петром Таращуком "Балерина без пуантів".
Написала роман "Displaced" - переклад Петра Таращука "Незаземлені".